# Archer Lodge (Carolina del Norte)
Archer Lodge es un pueblo ubicado en el condado de Johnston en el estado estadounidense de Carolina del Norte. La localidad en el año 2010, tenía una población de 4.292.

## Geografía
Archer Lodge se encuentra ubicado en las coordenadas 35°41′40.38″N 78°22′33.16″O / 35.6945500, -78.3758778. 